# 訓練例程 (山達基)
訓練例程（英語：Training routines），是山達基教會提供的初級服務，也應用於附屬的組織如那可拿、可明納、山達基世界企業協會。對教會來說，訓練例程是學習有效的溝通和控制事態。

## 下訓練例程
訓練例程0—4，重點在山達基的「溝通週期」。

### 運作中的精神個體 訓練例程零: 運作中的精神個體面對
兩學生對坐，雙方眼睛關閉。例程結束時，二者都可以長時間坐著不動，也沒困倦。

### 訓練例程零: 面對
在第一個練習，學生和教練面對對方，眼睛打開。該例程結束時，學生可以面對教練至少兩個小時沒有動作、過度眨眼、損失注意。第二個練習是相同的，除了教練以說話和動作，試圖分散學生注意力。

### 訓練例程零: 誘牛
教練對學生說東西，試圖挑起反應。教練會說或做任何事情，除了不可以離開椅子。學生必須能夠坐視教練，沒有任何分心或反應，否則教練叫不及格， 訓練例程再開始。教練將試圖找到學生的「按鈕」（導致學員反應的東西）。據稱本訓練例程目的是培養學生在溝通情況下「在那裡」，沒有分心。
一名男性戒毒者在加州那可拿接受「誘牛」訓練，面對的另外一名戒毒學員突然放開雙腿，說：「我將要拿出我的陽具，我將會手淫，並且射在你的面上。」當時導師認可這樣的行為，因為在山達基來說，這個操練是沒限制的。一方盡力保持沉靜，對方說什麼逗他也可以。

### 訓練例程一: 親愛的愛麗絲
學生向教練閱讀幾句《愛麗絲夢遊仙境》，要好像是學生他們自己說的。根據句子是否清楚轉達，教練確認或者叫不及格。

### 訓練例程二: 確認
跟訓練例程一倒轉，教練向學生閱讀幾句《愛麗絲夢遊仙境》。學生必須確認每一句，以明確地結束溝通週期。

### 訓練例程三: 反復問題
學生反復問教練：「鳥會飛？」或「魚會游泳？」如果教練回答了這個問題，學生確認答案。如果教練說別的，學生向教練建議他將重複問題，然後接著做。

### 訓練例程四: 起源
學生反復問教練有如訓練例程三。如果教練發起與問題無關的聲明，學生根據需要處理那起源，然後繼續例程。

## 上灌輸訓練例程
訓練例程六至九，強調學生控制人或事的能力。

### 訓練例程六: 身體控制
在房間之內，學生四處移動教練的身體。在上半個訓練例程，學生以沉默行動「駕駛」教練。在下半，學生使用的口頭命令，如「走到那牆」。每一個成功的口頭命令必須得到確認。

### 訓練例程七: 高中灌輸
此例程類似訓練例程六，除了教練以口頭和身體抵抗學生。學生可利用身體接觸來執行命令。該例程繼續，直到學生能完全控制教練，儘管他試圖阻止控制。

### 訓練例程八: 情緒四十於物
學生反復命令煙灰缸站起來和坐下，確認每個動作。雖然學生在整個演習持著煙灰缸，目標是使用純粹的情緒四十意圖來移動煙灰缸。四十是山達基情緒階的最高點。

### 訓練例程九: 情緒四十於人
正如訓練例程六，一個房間，學生發出口頭指令四處移動教練。教練抗拒，學生必須使用圓滑的身體控制，組合無聲的意圖，使教練服從。該例程繼續，直到學生能保持確切的意圖，儘管教練施阻力。